# Thecla augustinula
Thecla augustinula är en fjärilsart som beskrevs av Embrik Strand 1916. Thecla augustinula ingår i släktet Thecla och familjen juvelvingar. Inga underarter finns listade i Catalogue of Life.